# Зека Лопес
Хосе дос Сантос Лопес (Бататаис, 1. новембар 1910 — 28. август 1996)  познат као Зека Лопес, био је бразилски фудбалер који је играо као нападач за репрезентацију Бразила на светском првенству у фудбалу 1938. године.